# Holebikort

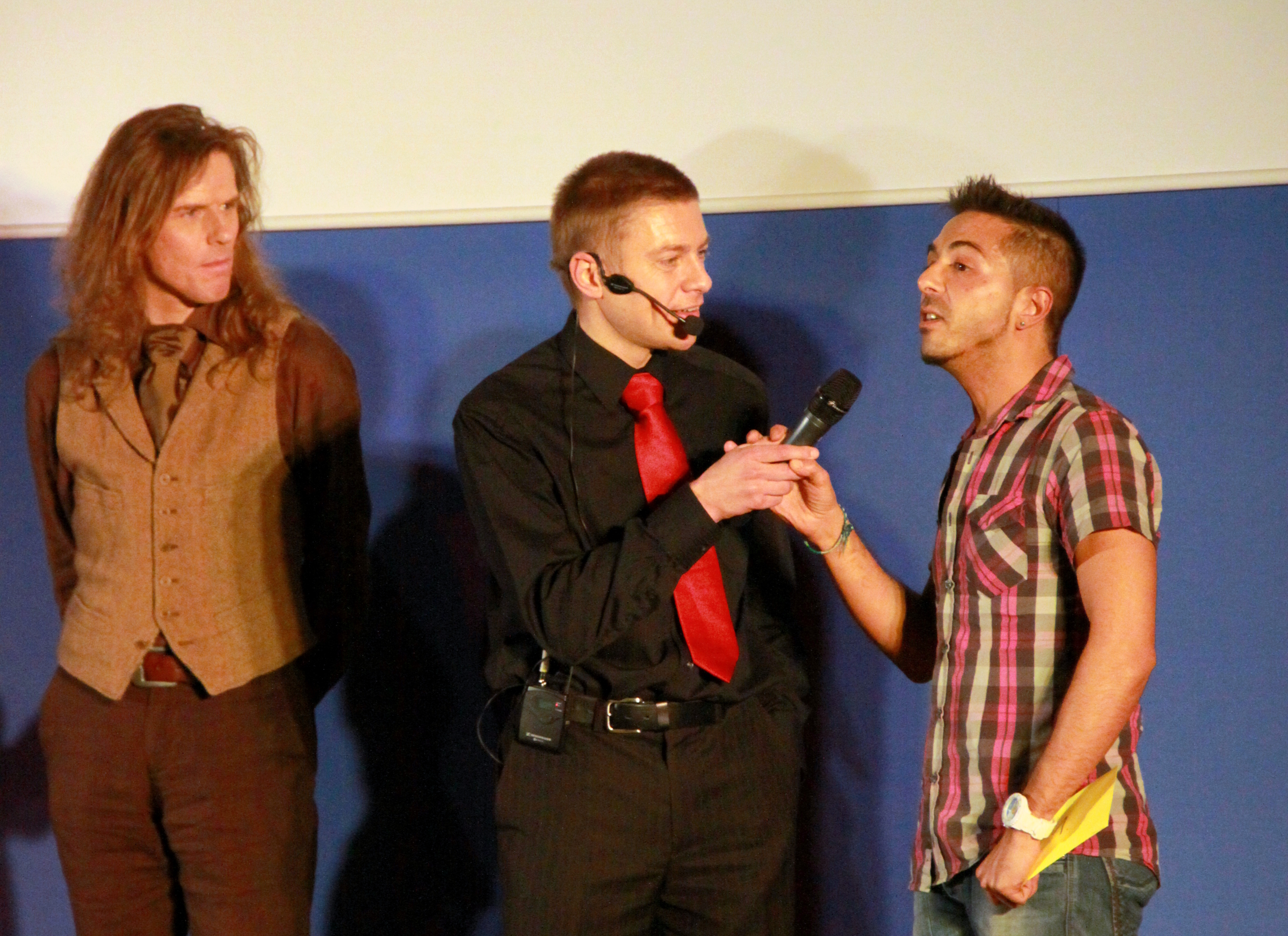
Federico Ariu (rechts) ontvangt de Holebikort prijs voor de kortfilm Hudûd, in het bijzijn van juryvoorzitter Lieven Debrauwer (links) (2011).

Holebikort is een wedstrijd voor kortfilms met een holebi- of transgender-thema georganiseerd door het Holebifilmfestival.

## Historiek
In de vroegere jaren van het Holebifilmfestival werden er al kortfilms vertoond, die meestal gebundeld werden in één avondvoorstelling onder te naam "Holebi Kort".
Om het tienjarig bestaan van het festival extra in de verf te zetten, werd in 2010 een wedstrijd georganiseerd om filmtalent in binnen- en buitenland aan te trekken en in het bijzonder om filmmakers in België aan te sporen over het onderwerp na te denken.
De kortfilmwedstrijd vormde de rode draad doorheen de openingsavond van deze tiende editie, waarbij de genomineerde kortfilms en interviews met verschillende Bekende Vlamingen elkaar afwisselden. Het publiek kon de uiteindelijke winnaar kiezen, een concept dat nog steeds gevolgd wordt.
De jaren daarop werd telkens besloten de wedstrijd opnieuw te organiseren, waarbij het aantal inzendingen geleidelijk groeide van enkele tientallen tot meer dan 150 inzendingen. Omwille van de coronacrisis werd de winnaar in 2020 verkozen via een online stemming.

## Organisatie
De organisatie van het Holebifilmfestival en bijgevolg van Holebikort wordt volledig gedragen door vrijwilligers.
Financieel is het festival voornamelijk afhankelijk van subsidies en op onregelmatige basis van sponsors. Hierdoor kunnen de uitgereikte prijzen jaar na jaar verschillen.
De ingezonden kortfilms worden eerst onderworpen aan een preselectie door de medewerkers van de wedstrijd.
Een selectie van de beste films wordt vertoond aan een vakjury, die een uiteindelijke selectie maakt (typisch 3 à 5 films, afhankelijk van de totale duur).
Deze uiteindelijke selectie wordt vertoond tijdens de openingsavond van het Holebifilmfestival, waarbij het publiek de uiteindelijke winnaar kiest. Voor nevencategorieën wordt de prijs meestal direct door de jury toegekend. Juryleden die regelmatig deel uitmaken van de Holebikort vakjury zijn regisseur Lieven Debrauwer, filmdocenten Kris Mergan en Judith Franco en Pink Screens-medewerkster Ombeline Oversacq.

## Overzicht Nominaties
| Jaar | Juryvoorzitter   | Nominatie / Prijs   | Film                                   | Regisseur                             | Land                |
| ---- | ---------------- | ------------------- | -------------------------------------- | ------------------------------------- | ------------------- |
| 2010 | Lieven Debrauwer | Eerste prijs        | Suikertrip                             | Sia Hermanides                        | Nederland           |
| 2010 | Lieven Debrauwer | Tweede prijs        | ¿Iguales?                              | Javier de la Torre                    | Spanje              |
| 2010 | Lieven Debrauwer | Derde prijs         | Medhi                                  | Ricardo Husson                        | België              |
| 2011 | Lieven Debrauwer | Eerste prijs        | Hudûd                                  | Federico Ariu                         | België              |
| 2011 | Lieven Debrauwer | Tweede prijs        | Cold Star                              | Kai Stänicke                          | Duitsland           |
| 2011 | Lieven Debrauwer | Derde prijs         | Als ik jou tegenkom                    | Anthony Schatteman                    | België              |
| 2011 | Lieven Debrauwer | nominatie           | Alone                                  | Russell Sheaffer                      | Verenigde Staten    |
| 2011 | Lieven Debrauwer | nominatie           | I'm gay                                | Mudgeonsoul Productions               | Verenigde Staten    |
| 2012 | Truus Druyts     | Eerste prijs        | Kus me zachtjes                        | Anthony Schatteman                    | België              |
| 2012 | Truus Druyts     | Tweede prijs        | It’s Consuming Me                      | Kai Stänicke                          | Duitsland           |
| 2012 | Truus Druyts     | Derde prijs         | The confession of Father John Thomas   | Elka Kerkhofs                         | Australië           |
| 2012 | Truus Druyts     | nominatie           | Die Katze tanzt                        | Esther Bialas                         | Duitsland           |
| 2012 | Truus Druyts     | nominatie           | Part One: Love                         | Tony Radevski                         | Australië           |
| 2013 | Truus Druyts     | Eerste prijs        | Le maillot de bain                     | Mathilde Bayle                        | Frankrijk           |
| 2013 | Truus Druyts     | Tweede prijs        | Ce n’est pas un film de cow-boys       | Benjamin Parent                       | Frankrijk           |
| 2013 | Truus Druyts     | Derde prijs         | Taboulé                                | Richard García                        | Spanje              |
| 2013 | Truus Druyts     | nominatie           | Andamio                                | Juanma Carrillo                       | Spanje              |
| 2013 | Truus Druyts     | nominatie           | Now You Know                           | Maxim Cirlan                          | Griekenland         |
| 2014 | Lieven Debrauwer | Prijs Holebikort    | Moiré                                  | Juancho Bañuelos en Estefanía Cortés  | Spanje              |
| 2014 | Lieven Debrauwer | Prijs Jong Talent   | Touch                                  | Florian Waerzeggers                   | België              |
| 2014 | Lieven Debrauwer | nominatie           | Happy & Gay                            | Lorelei Pepi                          | Canada              |
| 2014 | Lieven Debrauwer | nominatie           | I love hooligans                       | Jan-Dirk Bouw                         | Nederland           |
| 2014 | Lieven Debrauwer | nominatie           | MeTube: August Sings Carmen 'Habanera' | Daniel Moshel                         | Oostenrijk          |
| 2015 | Lieven Debrauwer | Prijs Holebikort    | Schleierhaft                           | Tim Ellrich                           | Duitsland           |
| 2015 | Lieven Debrauwer | Prijs Jong Talent   | Schleierhaft                           | Tim Ellrich                           | Duitsland           |
| 2015 | Lieven Debrauwer | OUTtv Publieksprijs | Golden                                 | Kai Stänicke                          | Duitsland           |
| 2015 | Lieven Debrauwer | nominatie           | Ett Sista Farväl                       | Casper Andreas (en)                   | Zweden              |
| 2015 | Lieven Debrauwer | nominatie           | Heavenly peace                         | Andreas Wessel-Therhorn               | Verenigde Staten    |
| 2015 | Lieven Debrauwer | nominatie           | Hole (en)                              | Martin Edralin                        | Canada              |
| 2015 | Lieven Debrauwer | nominatie           | Tom in America (en)                    | Flavio Alves (en)                     | Verenigde Staten    |
| 2015 | Lieven Debrauwer | nominatie           | What’s Your Sign                       | Alex Siow                             | Verenigde Staten    |
| 2016 | Lieven Debrauwer | Prijs Holebikort    | Balcony                                | Toby Fell-Holden                      | Verenigd Koninkrijk |
| 2016 | Lieven Debrauwer | Prijs Jong Talent   | Máscaras                               | David San Juan                        | België              |
| 2016 | Lieven Debrauwer | OUTtv Publieksprijs | Buddy                                  | Niels Bourgonje                       | Nederland           |
| 2016 | Lieven Debrauwer | nominatie           | B.                                     | Kai Stänicke                          | Duitsland           |
| 2016 | Lieven Debrauwer | nominatie           | Sign                                   | Andrew Keenan-Bolger (en)             | Verenigde Staten    |
| 2017 | Lieven Debrauwer | Prijs Holebikort    | Calamity                               | Maxime Feyers en Séverine De Streyker | België              |
| 2017 | Lieven Debrauwer | nominatie           | Curmudgeons                            | Danny DeVito                          | Verenigde Staten    |
| 2017 | Lieven Debrauwer | nominatie           | More Than God                          | Kev Cahill                            | Ierland             |
| 2017 | Lieven Debrauwer | nominatie           | Mukwano                                | Cecilie McNair                        | Denemarken          |
| 2017 | Lieven Debrauwer | nominatie           | Please Hold                            | Jerell Rosales                        | Verenigde Staten    |
| 2018 | Judith Franco    | Prijs Holebikort    | Löftet                                 | Paula Gustafsson                      | Zweden              |
| 2018 | Judith Franco    | nominatie           | Anders                                 | Reinout Hellenthal                    | Nederland           |
| 2018 | Judith Franco    | nominatie           | Instinct                               | Maria Alice Arida                     | Verenigde Staten    |
| 2018 | Judith Franco    | nominatie           | Skai Blue                              | Guido Verelst                         | België              |
| 2019 | Wim De Vilder    | Prijs Holebikort    | Cocodrilo                              | Jorge Yudice                          | Spanje              |
| 2019 | Wim De Vilder    | nominatie           | Bilder av Leo                          | Eric Rusch                            | Zweden              |
| 2019 | Wim De Vilder    | nominatie           | Le graffiti                            | Aurélien Laplace                      | Frankrijk           |
| 2019 | Wim De Vilder    | nominatie           | Marguerite (en)                        | Marianne Farley (en)                  | Canada              |
| 2019 | Wim De Vilder    | nominatie           | Zapatos de tacón cubano                | Julio Mas Alcaraz                     | Spanje              |
| 2020 | Lieven Debrauwer | Eerste prijs        | S.A.M                                  | Lloyd Eyre-Morgan en Neil Ely         | Verenigd Koninkrijk |
| 2020 | Lieven Debrauwer | Tweede prijs        | Strangers                              | Jamieson Pearce                       | Australië           |
| 2020 | Lieven Debrauwer | Derde prijs         | 134                                    | Sarah Jane Drummey                    | Ierland             |
| 2020 | Lieven Debrauwer | nominatie           | 6:23 AM                                | Geoffrey Breton (en)                  | Verenigd Koninkrijk |
| 2020 | Lieven Debrauwer | nominatie           | Revolvo                                | Francy Fabritz                        | Duitsland           |
| 2020 | Lieven Debrauwer | nominatie           | Sangro                                 | Tiago Minamisawa                      | Brazilië            |
| 2022 | Philippe Catala  | Prijs Holebikort    | 17 minutos con Nora                    | Imanol Ruiz de Lara                   | Spanje              |
| 2022 | Philippe Catala  | Bravery Award       | DEADNAME: Sid                          | Anthony Pieck                         | België              |
| 2022 | Philippe Catala  | Prijs Jong Talent   | Elsa                                   | Albert Carbó                          | Spanje              |